# Lejla Njemčević
Lejla Njemčević (nacida Lejla Tanović, Údine, Italia, 19 de junio de 1994) es una deportista bosnia que compite en ciclismo de montaña en la disciplina de campo a través. Ganó una medalla de plata en el Campeonato Europeo de Ciclismo de Montaña en Maratón de 2024.

## Medallero internacional
| Campeonato Europeo | Campeonato Europeo | Campeonato Europeo | Campeonato Europeo |
| Año                | Lugar              | Medalla            | Competición        |
| ------------------ | ------------------ | ------------------ | ------------------ |
| 2024               | Viborg (Dinamarca) | Medalla de plata   | Campo a través     |